# Округ Бережаны
Округ Бережаны (нем. Bezirk Brzeżany, Бережанский уезд, пол. Powiat brzeżański) — административная единица коронной земли Королевства Галиции и Лодомерии в составе Австро-Венгрии, существовавшая в 1867—1918 годах. Административный центр — Бережаны.
Площадь округа в 1879 году составляла 11,164 квадратных миль (642,38 км2), а население 69 284 человек. Округ насчитывал 76 поселений, организованные в 67 кадастровых муниципалитета. На территории округа действовало 2 районных суда — в Бережанах и Козове.
После Первой мировой войны округ вместе со всей Галицией отошёл к Польше.